# Jantel Lavender
Pour les articles homonymes, voir Lavender.
Jantel Lavender, née le 12 novembre 1988 à Cleveland (Ohio) est une joueuse américaine de basket-ball.

## Biographie
Elle accomplit une brillante carrière universitaire, étant désignée quatre fois meilleure joueuse de sa conférence, cas unique pour la Big Ten Conference hommes et femmes confondus. Elle a marqué 10 points et plus à chacun de ses 136 matches pour les Buckeyes (record NCAA). Elle établit un nouveau record points pour Ohio State avec 2 818 points. Ses 1 422 rebonds sont un record pour la Big Ten. Avec elle, les Buckeyes sont trois fois consécutives champions de la Big Ten. Ses statistiques moyennes sont de 20,7 points, 10,5 rebonds et 1,4 contre par match. OSU atteint quatre fois le tournoi final dont deux apparitions au Sweet Sixteen. En 2007-2008, elle est la première freshman à obtenir le titre de meilleure joueuse de la Big Ten (hommes et femmes confondus) avec 17,6 points à 51 % et 9,9 rebonds. 
Draftée en 2011 par les Sparks de Los Angeles en 5e position. Candace Parker blessée, elle fait sa première entrée dans le cinq de départ face le 9 juillet 2011 au Storm de Seattle en inscrivant 21 points à 8 sur 16 et 9 rebonds en 35 minutes.
En 2011-2012, elle rejoint le club turc de Beşiktaş, qui dispute l'Eurocoupe. En deux rencontres d'Europe, elle compile en moyenne 18,0 points et 9,5 rebonds puis, passée au CCC Polkowice, 8,5 points et 7,5 rebonds en Euroligue. Durant l'été 2012, elle rejoint le club italien de Famila Schio.
En 2013-2014, elle remporte le titre de championne de Pologne.
Après un exercice 2014-2015 réussi (16,8 points, 3e performance de l'Euroligue, et 10,2 rebonds, 5e ), elle s'engage pour 2015-2016 avec le club turc d'Euroligue Fenerbahçe SK où elle retrouvera sa coéquipière au Wisła Cracovie Allie Quigley. De retour en WNBA, elle connait sa première sélection pour un WNBA All-Star Game : « J'ai travaillé si dur et c'était un de mes buts ultimes. Rien que d'être au milieu de ces joueues est incroyable. Je suis heureuse et reconnaissante ».
Lors de la saison WNBA 2016, elle dispute le 3 juillet son 155e match consécutif pour les Sparks battant le record de DeLisha Milton-Jones. Joueuse majeure des Sparks, elle établit son record en carrière avec 25 points et de la saison au rebonds (10) pour permettre à Los Angeles de remporter après prolongations sa 20e victoire en 21 rencontres face au Sun du Connecticut et ainsi égaler le début de saison des Comets de Houston durant la saison 1998.
Elle est élue Meilleure sixième femme de la WNBA avec 26 voix sur 39 possibles. Elle retrouve un statut de remplaçante comme lors de ses trois premières saisons après avoir disputé les saisons 2014 et 2015 dans le cinq de départ. Sur le banc dans chacune des 34 rencontres de saison régulière, elle inscrit 9,6 points avec une adresse de 53,6 %, son meilleur ratio en carrière (10e de la ligue), au sein d'une équipe des Sparks qui remporte 26 succès en 34 matchs. Les Sparks remportent le titre de champion de la saison WNBA 2016.
Pour 2017-2018, elle joue en Turquie avec l’université du Proche-Orient, équipe finaliste du championnat.
Elle fait l'impasse sur la saison WNBA 2020, ce qui conduit son club à la transférer au Fever de l'Indiana pour la saison WNBA 2021.

## Équipe nationale
Elle figure dans la présélection pour le championnat du monde 2014. Lors d'une rencontre amicale face à la Chine le 20 septembre, elle se met en évidence avec 7 tirs réussis sur 7. Avec la confirmation de la sélection de Brittney Griner, elle est la dernière éliminée de la sélection finale.

## Distinctions personnelles
- 2009, 2010, 2011 WBCA All-America
- 2009, 2010, 2011 USBWA First Team All-America
- 2010, 2011 Associated Press First Team All-America
- 2009 Associated Press Second Team All-America
- 2008 Associated Press Honorable Mention All-America
- 2008 (coaches), 2009, 2010, 2011 (media) Big Ten Player of the Year
- 2008 Big Ten Freshman of the Year
- 2008, 2009, 2010, 2011 First Team All-Big Ten
- 2009, 2010, 2011 Big Ten Tournament Most Outstanding Player
- 2008 Big Ten All-Freshman Team
- 2009 Preseason WNIT co-MVP[19]
- Meilleure sixième femme de la WNBA 2016[12]

## Palmarès
- Championne de Pologne 2014[7]
- Championne WNBA 2016[13]